# 茨城県立岩瀬高等学校

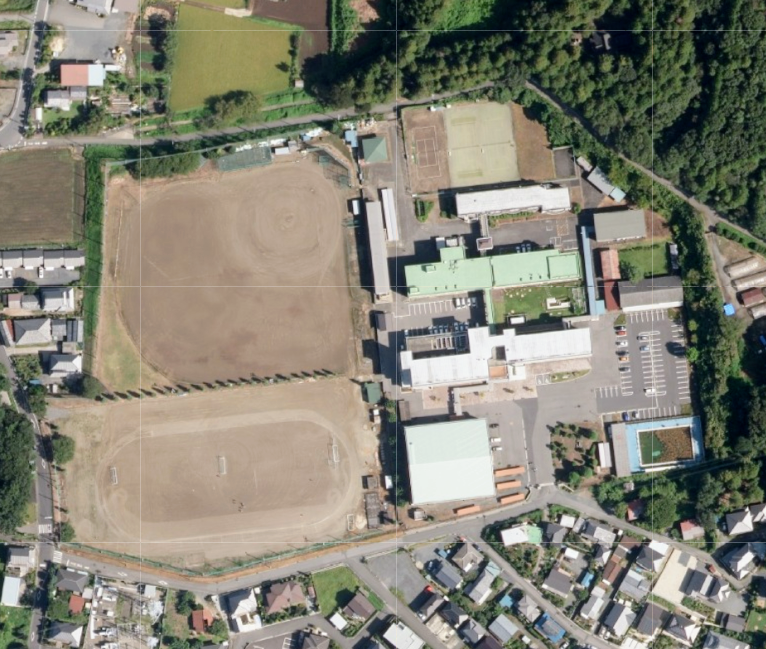
航空写真

茨城県立岩瀬高等学校（いばらきけんりつ いわせこうとうがっこう）は、茨城県桜川市岩瀬に所在する公立の高等学校。

## 設置学科
- 普通科
- 衛生看護科

## 沿革
- 1963年（昭和39年）3月22日︰茨城県議会において本校設立を議決
- 1964年（昭和39年）
  - 1月30日︰榎戸庄衛画伯の意匠による校章図案成る
  - 4月1日︰岩瀬小学校にて開校（１学年４学級）
  - 4月28日：第一期工事竣工（本館）
  - 5月13日：新校舎に移転（創立記念日となる）
  - 11月14日︰開校式挙行
- 1970年（昭和45年）4月1日︰茨城県立高校では唯一の衛生看護科が設置される。
- 1988年（昭和63年）4月1日︰専攻科（看護）が設置される。
- 2007年（平成19年）4月1日︰専攻科衛生看護科において５年一貫看護師養成教育開始。
- 2009年（平成21年）3月15日︰生徒管理棟が完成。

## 交通
- 東日本旅客鉄道（JR東日本）水戸線岩瀬駅から徒歩約20分。
- 桜川市バス「ヤマザクラGO」
  - 岩瀬高校南バス停から徒歩約5分

## 著名な出身者
- 中沢健（作家・芸人）